# Франческини, Бальдассаре
Бальдассарре Франческини по прозванию Вольтеррано (итал. Baldassarre Franceschini detto il Volterrano; 1611, Вольтерра, Тоскана — 7 января 1690, Флоренция) — итальянский живописец и рисовальщик, известный фресками, алтарными и станковыми картинами в стиле позднего барокко для церквей и дворцов Флоренции, Вольтерры и Рима. Своё прозвание «Вольтеррано» получил по месту рождения и для того, чтобы отличать его от Даниеле Риччарелли, другого известного уроженца города, по прозванию Даниеле да Вольтерра.

## Биография
Основным источником биографии Франческини является жизнеописание, написанное его другом Филиппо Бальдинуччи. Бальдассаре родился в Вольтерре в семье местного скульптора Гаспаре Франческини, который и стал его первым учителем, затем учился также в Вольтерре, у флорентийца Козимо Дадди. С 1628 года Бальдассаре работал во Флоренции, в мастерской Маттео Росселли. Из-за эпидемии чумы Франческини через год вернулся в Вольтерру, где написал серию фресок, которые являются одними из его самых ранних известных работ.
После успеха своих произведений в 1636 году Франческини был официально представлен ко двору Медичи. Ему поручили написать цикл фресок на темы истории семьи Медичи в лоджиях внутреннего двора Виллы Петрайя в окрестностях Флоренции. Вольтеррано работал над этим важным заданием почти десять лет, с конца 1636 по 1647 год, с длительным перерывом между 1639 и 1641 годами. В 1652 году маркиз Филиппо Никколини, планируя нанять Франческини для росписи купола и стены своей капеллы в церкви Санта-Кроче во Флоренции, отправил художника в поездку по городам Италии, чтобы он мог улучшить свой стиль. Франческини во время поездки, длившейся несколько месяцев, заинтересовался художественными школами Пармы и Болоньи и, в некоторой степени, романо-тосканским стилем Пьетро да Кортона, с которым он познакомился в Риме. Он был также в Ферраре, Венеции, Мантуе, Модене и Новелларе (где он работал на Альфонсо Гонзага).
Среди его лучших алтарных картин маслом — Святой Иоанн Богослов в церкви Санта-Кьяра, Вольтерра. Одной из его последних работ является фреска купола на тему апофеоза Святой Чечилии в капелле Грацци базилики Сантиссима-Аннунциата во Флоренции (1643—1644).
В 1652 году Бальдассаре Франческини стал почётным членом Академии рисунка во Флоренции. Он жил в доме на Виа Каппони, который принадлежал Андреа дель Сарто и Федерико Цуккарo.
В 1664 году аббат Луиджи Строцци, флорентийский эмиссар могущественного министра Франции Жана-Батиста Кольбера, поручил художнику работу, предназначенную для передачи в дар королю Франции: «Слава Людовика XIV, торжествующая над временем» (ныне хранится в Версальском дворце). Бальдассаре Франческини выполнял множество заказов на алтарные картины и настенные росписи. Особенно отмечались его фрески, «отягощенные барочной риторикой» с характерными изображениями фигур в ракурсах (итал. pittura di sotto in sù — «живопись под потолок», или «снизу вверх»), что послужило поводом к появлению прозвания художника «тосканским Корреджо».
Среди его учеников были Массимилиано Сольдани-Бенци, Антонио Франки, Бенедетто Орси, Микеланджело Паллони, Доменико Темпеста и Козимо Уливелли.
Франческини умер от апоплексического удара в Вольтерре 7 января 1689 года и был похоронен в церкви Санта-Мария-Новелла.

## Галерея
- Автопортрет вместе с Лоренцо Медичи. Деталь фрески. Вилла Петрайя. 1636—1647. Кастелло
- Портрет кардинала Джан Карло де Медичи. 1653. Холст, масло. Галерея Палаццо Питти, Флоренция
- Святой Мартин. Фреска в Палаццо Сан-Клементе, Флоренция
- Бдительность и сон. Фреска виллы Петрайя в Кастелло. 1636—1647
- Илия на огненной колеснице. Фреска капеллы Орландини. Базилика Санта-Мария-Маджоре, Флоренция
- Портрет Антонио Бальдинуччи. 1681. Картон, пастель. Галерея Палаццо Питти, Флоренция
- Спящий Амур. Деталь фрески. 1655—1670. Палаццо Питти, Флоренция
- Шевалье де Лоррен в образе Ганимеда. 1670-е гг. Холст, масло. Музей изобразительных искусств Сан-Франциско